# Кецало Зеновій Євстахович
Зено́вій Євста́хович Ке́цало (*12 лютого 1919, Добрівляни — †14 серпня 2010, Львів) — український художник.

## Біографічні відомості
Народився селі Добрівляни на Ходорівщині у сім'ї залізничника.
У 1933–1938 роках навчався у львівській Художньо-промисловій школі. Тут він освоював мистецтво рисунка і композиції, ліплення і графічного ремесла, олійного і фрескового живопису, вчився розтирати фарби. Навчався у Краківській академії мистецтв (1938–1939). Навчався у викладачів: Казимир Дуніковський, Ян Генрик Розен, Казимир Сіхульський, Людвік Тирович.
На початку Другої світової війни викладав креслення і малювання у Ходорівській середній школі, а потім переїжджає до Львова. 1941 року призваний до армії. За «антирадянську пропаганду» переведений до штрафбату, а згодом засуджений до 8 років таборів і 3 років позбавлення громадянських прав. Термін ув'язнення відбув на Уралі.
У 1953 році одружився. Дружина Наталія — лікар за фахом. Діти: донька Оксана та син Андріан.
Похований на 49 полі Личаківського цвинтаря.

## Творча діяльність
Зеновій Кецало серйозно зайнявся гравюрою і саме в цей час з його полотнами ознайомилися О. Кульчицька, С. Гебус-Баранецька, Л. Левицький. 1962 року вступив у Спілку художників УРСР. Через рік обраний головою секції графіки і членом правління Львівської обласної організації Спілки художників УРСР. Від 1990 — заслужений художник України; 1995 — народний художник України.
Творчий доробок — понад 1 000 картин.

## Жанрова діяльність
Як живописець працює в жанрах портрету та натюрморту, як графік — у техніках літографії та офорту.
Вільно володіє усіма класичними техніками станкової графіки. Щоразу шукає нові сюжети для своїх полотен і надає буденному мотиву неабиякого філософського змісту. Часто зображає і пам'ятки архітектури: «Олеський замок», «Козацький арсенал», «Церква в селі Підлисся», «Контрфорси Печерської лаври». Не забуває і про рідний край — Ходорівщину. Велику мистецьку цінність представляють портрети та антивоєнна серія. Як аквареліст він не має собі рівних. Добра зорова пам'ять дозволяє художникові писати з натури уже в майстерні.
Найповніше обдарування розкрилось у естампній графіці. Зокрема, майстром високого класу він показав себе у складній графічній техніці мецо-тинто.

## Виставкова діяльність
У 50-х роках його полотна часто експонувалися на львівських виставках.
Картини художника виставляються не тільки на українських виставках. Його авторитет зростає, а роботи з'являються на престижних виставках і на закордонних вернісажах. Він представляє свої роботи у Нью-Йорку, Торонто, Чикаго, Ряшеві, Перемишлі.